# Martwe ptaki (Drozd i kwiczoł)
Martwe ptaki (Drozd i kwiczoł) – obraz olejny (płótno na desce) namalowany przez francuskiego malarza Jacques’a-Charles’a Oudry’ego w 1768, znajdujący się w zbiorach Muzeum Narodowego w Warszawie.
Obraz Oudry’ego zalicza się do gatunku malarstwa iluzjonistycznego (fr. Trompe-l'œil) – wskazuje na to miękka faktura upierzenia drozda i kwiczoła oraz słojów deski, na tle której wiszą ptaki przywiązane do wbitego w deskę gwoździa. Charakterystyczny jest skrawek papieru z sygnaturą Oudry’ego i datą ukończenia obrazu „przymocowanego” do deski za pomocą jednego z namalowanych gwoździ. Karteczka ta odstaje lekko od deski, co zostało podkreślone cieniem w tle.